# Natação nos Jogos Pan-Americanos de 2011 - Revezamento 4x100 m livre feminino
As competições do revezamento 4x100 metros livre feminino da natação nos Jogos Pan-Americanos de 2011 foram realizadas no dia 15 de outubro no Centro Aquático Scotiabank, em Guadalajara.

## Medalhistas
|  | USA Estados Unidos                                          |  | BRA Brasil                                                                         |  | CAN Canadá                                                                             |
|  | Madison Kennedy Elizabeth Pelton Amanda Kendall Erika Erndl |  | Michelle Lenhardt Tatiana Lemos Flávia Delaroli Daynara de Paula Graciele Herrmann |  | Ashley McGregor Caroline Lapierre Jennifer Beckberger Paige Schultz Gabrielle Soucisse |

## Recordes
Antes desta competição, os recordes mundiais e olímpicos da prova eram os seguintes:
| Tipo                             | Atleta         | Tempo   | Local         | Data                 | Ref |
| -------------------------------- | -------------- | ------- | ------------- | -------------------- | --- |
|                                  | Países Baixos  | 3m31s72 | Roma          | 26 de julho de 2009  | ver |
| Recorde dos Jogos Pan-Americanos | Estados Unidos | 3m41s93 | Santo Domingo | 13 de agosto de 2003 | ver |

## Resultados

### Eliminatórias
| Pos. | Bateria | Raia | Nadadores                                                                | País               | Tempo   | Obs. |
| ---- | ------- | ---- | ------------------------------------------------------------------------ | ------------------ | ------- | ---- |
| 1    | 2       | 4    | Madison Kennedy Elizabeth Pelton Amanda Kendall Erika Erndl              | USA Estados Unidos | 3:40.85 | , Q  |
| 2    | 2       | 6    | Graciele Herrmann Michelle Lenhardt Flávia Delaroli Tatiana Lemos        | BRA Brasil         | 3:48.12 | Q    |
| 3    | 2       | 2    | Caroline Lapierre Gabrielle Soucisse Ashley McGregor Jennifer Beckberger | CAN Canadá         | 3:51.19 | Q    |
| 4    | 2       | 5    | Fernanda González Martha Beltrán Gabriela Verdugo Liliana Ibáñez         | MEX México         | 3:53.43 | Q    |
| 5    | 1       | 4    | Jeserik Pinto Mercedes Toledo Ximena Vilar Wendy Rodríguez               | VEN Venezuela      | 3:54.34 | Q    |
| 6    | 1       | 6    | Ariel Weech Alicia Lightbourne Mckayla Lightbourne Alana Dillette        | BAH Bahamas        | 3:58.13 | Q    |
| 7    | 1       | 5    | Virginia Bardach Florencia Perotti Nadia Colovini Cecilia Biagioli       | ARG Argentina      | 3:58.61 | Q    |
| 8    | 2       | 3    | Andrea Cedrón Oriele Espinoza Daniela Miyahara Mariangela Macchiavello   | PER Peru           | 4:04.88 | Q    |

### Final
| Pos.              | Raia | Nadadores                                                            | País               | Tempo   | Obs.                             |
| ----------------- | ---- | -------------------------------------------------------------------- | ------------------ | ------- | -------------------------------- |
| Medalha de ouro   | 4    | Madison Kennedy Elizabeth Pelton Amanda Kendall Erika Erndl          | USA Estados Unidos | 3:40.66 | Recorde dos Jogos Pan-Americanos |
| Medalha de prata  | 5    | Michelle Lenhardt Tatiana Lemos Flávia Delaroli Daynara de Paula     | BRA Brasil         | 3:44.62 |                                  |
| Medalha de bronze | 3    | Jennifer Beckberger Caroline Lapierre Ashley McGregor Paige Schultz  | CAN Canadá         | 3:48.37 |                                  |
| 4                 | 2    | Jeserik Pinto Wendy Rodríguez Erika Torellas Arlene Semeco           | VEN Venezuela      | 3:48.55 | Recorde nacional                 |
| 5                 | 6    | Fernanda González Martha Beltrán Arantxa Medina Liliana Ibáñez       | MEX México         | 3:49.87 | Recorde nacional                 |
| 6                 | 1    | Nadia Colovini Cecilia Bertoncello Virginia Bardach Cecilia Biagioli | ARG Argentina      | 3:51.90 | Recorde nacional                 |
| 7                 | 7    | Ariel Weech Alicia Lightbourne Mckayla Lightbourne Alana Dillette    | BAH Bahamas        | 3:54.28 |                                  |
| 8                 | 8    | Andrea Cedrón María Torres Daniela Miyahara Mariangela Macchiavello  | PER Peru           | 4:00.64 | Recorde nacional                 |

Legenda
| Recorde mundial                  | Recorde mundial (World record)               |                       | Recorde africano                      | Recorde africano (African) |                                           | Q | Classificado por posição (Qualified) |
| Recorde dos Jogos Pan-Americanos | Recorde pan-americano (Pan-American record)  | Recorde da América    | Recorde da América (Americas)         | q                          | Classificado por melhor tempo (Qualified) |   |                                      |
| Melhor marca do ano              | Melhor marca do ano (World leading)          | Recorde asiático      | Recorde asiático (Asian)              | DNS                        | Não largou (Did not start)                |   |                                      |
| Recorde nacional                 | Recorde nacional (National record)           | Recorde europeu       | Recorde europeu (European)            | DNF                        | Não terminou (Did not finish)             |   |                                      |
| Recorde pessoal                  | Recorde pessoal do atleta (Personal best)    | Recorde da Oceania    | Recorde da Oceania (Oceania)          | DSQ / DQ                   | Desclassificado (Disqualified)            |   |                                      |
| Recorde da temporada             | Recorde da temporada do atleta (Season best) | Recorde sul-americano | Recorde sul-americano (South America) | NM                         | Sem marca (No mark)                       |   |                                      |